# Hemitelia warihon
Hemitelia warihon là một loài dương xỉ trong họ Cyatheaceae. Loài này được Copel. Alderw. mô tả khoa học đầu tiên năm 1917.